# Зеебах (Тюрингія)
З́еебах (нім. Seebach) — громада в Німеччині, розташована в землі Тюрингія. Входить до складу району Вартбург.
Площа — 3,62 км2. Населення становить 1760 ос. (станом на 31 грудня 2021).